# Байбусунов, Талипбай Байбусунович
Талипбай Байбусунович Байбусунов (1907 год, аул № 5, Сарыгульская волость, Чимкентский уезд Сыр-Дарьинская область, Российская империя — неизвестно) — советский политический и государственный деятель. Нарком и министр лесной промышленности Казахской ССР.

## Биография
Талипбай Байбусунов родился в 1907 году в ауле № 5 Сарыгульской волости Чимкентского уезда Сыр-Дарьинской области в крестьянской семье. По национальности — казах. Его отец был крестьянином-бедняком и умер в 1916 году.

### Образование
В 1927 году окончил Казахский лесной техникум в Ташкенте по специальности «техник-лесовод».

### Трудовая деятельность
В 1927 году — техник лесоустройства Наркомата земледелия Туркменской ССР в Ашхабаде.
В 1928—1930 годах — помощник лесничего Туркестанского лесничества.
В 1930—1931 годах — заведующий Кзыл-Ординским и Яны-Курганским лесными хозяйствами.
В 1931—1932 годах — инспектор по кадрам Коскудукского лесопромышленного хозяйства.
В 1932—1933 годах — заведующий Кармакчинским и Ванновским лесными хозяйствами.
В 1933—1934 годах — техник-агромелиоратор Аулие-Атинского агрономического лесного хозяйства, врид начальника отдела Алма-Атинского областного земельного управления.
В 1934—1940 годах — экономист, затем заведующий производственным отделом, старший инженер, заведующий планово-финансовым отделом Управления лесами местного значения в г. Алма-Ата.
В 1940—1941 годах — контролер, старший контролер Наркомата государственного контроля Казахской ССР.
С декабря 1941 года — заместитель наркома, с марта 1945 года по март 1946 года — нарком лесной промышленности. После преобразования в Министерство лесной промышленности Казахской ССР с марта 1946 года — министр лесной промышленности Казахской ССР. В декабре 1946 г. освобожден от должности.
Имел несколько дисциплинарных взысканий за пьянство, включая строгий партийный выговор 13 апреля 1943 года от Алма-Атинского обкома КПК «за утерю партбилета в пьяном виде». В июне 1947 года исключён из партии.
Позже работал старшим лесничим Прибалхашского лесного хозяйства (Алма-Атинская область).

### Награды
Награжден орденом «Знак Почета» (1945).